# Parum inapicalis
Parum inapicalis är en fjärilsart som beskrevs av Clayton Dissinger Mell 1922. Parum inapicalis ingår i släktet Parum och familjen svärmare. Inga underarter finns listade i Catalogue of Life.